# Kristjan Glibo
Kristjan Glibo (* 1. April 1982 in Bruchsal) ist ein deutsch-kroatischer Fußballtrainer und ehemaliger Spieler.

## Karriere
Aufgewachsen ist Glibo im Landkreis Karlsruhe. Das Fußballspielen lernte er in beim 1. FC Bruchsal und Germania Forst, bevor er mit 13 Jahren in die Jugend des Karlsruher SC kam. Mit 17 Jahren ging er zum 1. FC Kaiserslautern. Dort wechselte er nach der Jugend in die zweite Mannschaft in der Regionalliga Süd, wo er drei Jahre lang spielte. In der Saison 2003/04 kam er zum Ende der Hinrunde auch zu zwei Kurzeinsätzen in der Bundesligamannschaft, trotzdem verließ er am Ende der Saison die Pfälzer. Von 2004 bis 2006 war Glibo beim Regionalligisten SSV Jahn Regensburg unter Vertrag, bevor er innerhalb der Liga zum SV Wehen (ab 2007 SV Wehen Wiesbaden) wechselte. In der Saison 2006/07 errang das Team die Meisterschaft und stieg in die 2. Bundesliga auf. In seinem ersten vollständigen Profijahr hatte er sich bis zum 9. Spieltag in die Stammformation gespielt. Im zweiten Jahr spielte er aufgrund einer Knöchelverletzung und einer Rotsperre nicht durchgängig, am Ende der Saison 2008/09 stieg die Mannschaft wieder in die 3. Liga ab. Durch einen erneuten Platzverweis am 5. Spieltag der neuen Saison verlor er seinen Stammplatz und so verließ er Wehen Wiesbaden in der Winterpause 2009/10 in Richtung SV Sandhausen.
Mit Sandhausen stieg er in der Saison 2011/12 in die 2. Bundesliga auf. In der ersten Hälfte der Zweitliga-Saison 2012/13 kam Glibo noch zu insgesamt acht Einsätzen. Da sich aber bereits zur Winterpause abzeichnete, dass Glibo seine aktive Karriere aus gesundheitlichen Gründen nicht würde fortsetzen können, erhielt er vom Verein das Angebot, künftig als Trainer im Verein weiterarbeiten zu können. Er übernahm während der Saison 2012/2013 die in der Verbandsliga Baden spielende U23-Elf des SV Sandhausen drei Spieltage vor Saisonende auf dem vorletzten Tabellenplatz. Mit drei Siegen sicherte sich das Team noch den Klassenerhalt. Er stieg mit der Mannschaft in der Saison 2014/2015 als Meister in die Oberliga auf. In der Aufstiegssaison schoss die U23-Mannschaft in 28 Spielen 87 Tore und bekam 14 Gegentore. Dabei wurde in der Rückserie kein einziges Spiel mehr verloren. Der SV Sandhausen verlängerte den Vertrag mit Kristjan Glibo um vier weitere Jahre bis 2019.
Neben der Funktion als Cheftrainer der U23 übernahm Glibo 2013 die Leitung der SV-Sandhausen-Fußballschule. Außerdem war er auch zuständig für das Fördertraining der Perspektivspieler und war interimsweise nach den Abgängen von Alois Schwartz und Kenan Koçak im Trainerteam der Profis. Drei Saisons von 2015 bis 2018 spielte die U23 in der Oberliga Baden-Württemberg. Auch nach dem Abstieg 2018 blieb Glibo für die U23 verantwortlich. In der darauffolgenden Saison 2019 gelang ihm mit der U23 mit einem 2. Platz in der Verbandsliga die sofortige Rückkehr in die Oberliga, wobei die Mannschaft vom Verzicht des Meisters VfB Gartenstadt profitierte. Mit dem direkten Wiederaufstieg verließ Glibo nach 10 Jahren den Verein.
Zur Saison 2019/20 wurde Glibo vom rheinland-pfälzischen Oberligisten Wormatia Worms als Trainer verpflichtet und erhielt dort einen Vertrag bis 2021. Nach einem siebten Platz in der aufgrund der COVID-19-Pandemie vorzeitig abgebrochenen Saison 2019/20 belegte die Mannschaft in der folgenden Spielzeit 2020/21, die bereits nach neun Spieltagen ebenfalls vorzeitig abgebrochen wurde, den ersten Tabellenplatz. Im März 2021 wurde sein Vertrag bis 2022 verlängert. In der anschließenden Saison 2021/22, der ersten wieder vollständig ausgetragenen Spielzeit, erreichte er mit der Mannschaft als Tabellenerster den Aufstieg in die Regionalliga Südwest.
Nach Ablauf seines Vertrages wechselte er zur Saison 2022/23 zu Eintracht Frankfurt und wurde dort Cheftrainer der zweiten Mannschaft, die in der fünftklassigen Hessenliga neu an den Start ging. Am Ende seiner ersten Saison erreichte er mit seiner Mannschaft erneut als Tabellenerster den Aufstieg in die Regionalliga Südwest. Nach Ende der Saison 2024/25 wechselte Glibo zu Kickers Offenbach.

## Erfolge
Als Spieler:
- Aufstieg in die 2. Bundesliga (2×): 2007 (SV Wehen Wiesbaden), 2012 (SV Sandhausen)

Als Trainer:
- Aufstieg in die Regionalliga (2×): 2022 (Wormatia Worms), 2023 (Eintracht Frankfurt II)